# Distretto di Kamitakai
Il distretto di Kamitakai (上高井郡, Kamitakai-gun?) è uno dei distretti della prefettura di Nagano, in Giappone.
Attualmente fanno parte del distretto i comuni di Obuse e Takayama.
| Controllo di autorità | VIAF (EN) 255147897 · NDL (EN, JA) 00637363 |